# Musée en Florentinois
Le Musée en Florentinois est un musée situé à Saint-Florentin dans l'Yonne.

## Histoire
Il est le dernier musée cantonal du département. Créé en 1877 par le docteur Boussard (père de l'architecte Jean Boussard), il a été « réactivé » vers 1982 par monsieur Jean Millot qui, tout en reprenant et restaurant le fonds ancien, l’a considérablement enrichi.

## Présentation
Il s’étend maintenant sur quatre salles qui présentent :
- le Florentinois de la préhistoire au XXe siècle ;
- la vie de la région par ses artisans, ses commerçants, ses us et coutumes.

D’une présentation moderne et pédagogique, il permet au visiteur de connaître la vie et l’environnement de nos prédécesseurs. Il présente notamment la copie conforme en plâtre de la Vénus de Milo, offerte au musée dans les années 1870 par le Louvre. On peut notamment y voir un tableau de Carlo Maiolini.